# حوليات الربيع والخريف
حوليّات الربيع والخريف أو تشون كيو Chunqiu هو كتاب تاريخ صيني قديم وهو يعتبر أحد الكلاسيكيات الصينية الأساسية منذ العصور القديمة. هذه الحوليات هي السجل الرسمي لولاية لو، وتغطي فترة 241 عامًا من 722 إلى 481 قبل الميلاد. إنه أقدم نص تاريخي صيني باقٍ مرتب في شكل حوليات.  أُدرج كواحد من الكلاسيكيات الأدب الصيني الخمسة نظرًا لأنه كان يُنسب تقليديًا للفيلسوف الصيني كونفوشيوس (بحسب اعتقد مينسيوس)
تسجل الحوليات الأحداث الرئيسية التي حدثت في مقاطعة لو خلال كل عام مثل حالات تبوء المناصب، والزواج، والوفيات، وجنازات الحكام، والمعارك، والشعائر القربانية، والظواهر السماوية التي تعتبر مهمة من الناحية الطقسية، والكوارث الطبيعية.  السجلات مكتوبة بإيجاز، بمتوسط 10 أحرف فقط لكل إدخال ولا تحتوي على تفاصيل حول الأحداث أو تسجيل للخطب. 
خلال حقبة الممالك المتحاربة (475  –  221 قبل المسيح)، تم نشر عدد من التعليقات على الحوليات التي حاولت توضيح أو إيجاد معنى أعمق في السجلات المختصرة في الحوليات. أضحى تعليق تسوه جوهان أشهر هذه التعليقات عملا كلاسيكيًا في حد ذاته، وهو مصدر لحكم وتعابير صينية أكثر من أي عمل كلاسيكي آخر. 

## التاريخ والمحتوى
من المحتمل أن تكون حوليات الربيع والخريف مؤلفة في القرن الخامس قبل الميلاد، وهو العمل الوحيد الذي نجا من تلك الفترة بالإضافة لحوليات البامبو.  في زمن كونفوشيوس في القرن السادس قبل الميلاد أصبح لمصطلح «الربيع والخريف» (春秋) معني جديد ويعني «سنة» وربما أصبحت مصطلحًا عامًا لكلمة «حوليات» أو «سجلات».  لم تكن «الحوليات» عمل فريد من نوعه بحيث احتفظت العديد من ولايات «زو الشرقية» بسجلات في أرشيفاتها. 
الحوليات هو سجل كتابي مقتضب، مع إدخالات مقتضبة تسجل أحداثًا مثل حالات تبوء المناصب والزيجات والوفيات وجنازات الحكام والمعارك وسجلات القرابين والكوارث الطبيعية والظواهر السماوية التي يُعتقد أنها ذات أهمية طقسية.  يبلغ متوسط طول الإدخالات 10 أحرف فقط؛ أطول إدخال في العمل بأكمله هو 47 حرفًا وبعض السجلات تتألف من حرف واحد فقط. 
تساءل بعض العلماء المعاصرين عما إذا كانت السجلات مقصودة في الأصل لتكون بمثابة سجل تاريخي للقراء البشريين، واقترحوا أن إدخالات الحوليات ربما كان المقصود منها «رسائل طقسية موجهة أساسًا إلى أرواح الأجداد». 

## التعليقات
نظرًا لأن نص هذا الكتاب مقتضب ومحتوياته محدودة فقد تم تأليف عدد من التعليقات لشرح مكنوناته والتوسع في معانيه. المجلد 30 من كتاب هان يسرد خمسة تعليقات:
- شرح زو (鄒 氏 傳)
- شرح جيا (夾 氏 傳)
- شرح غونغ يانغ (公羊 傳)
- شرح غوليانغ (榖 梁 傳)
- شرح تزو (左氏 傳 المعروف أيضًا باسم 左氏 春秋)

لم ينجو أي نص من تعليقات تزو أو جيا. تُعرف التعليقات الباقية مجتمعة باسم التعليقات الثلاثة على حوليات الربيع والخريف. وقد تم تجميع تعليقات غونغ يانغ غوليانغ خلال القرن الثاني قبل المسيح على الرغم من أن العلماء المعاصرين اقترحوا انه ربما تم دمج التقاليد الكتابية والشفوية في وقت سابق من حقبة الدول المتحاربة. تستند التعليقات على إصدارات الحوليات المختلفة وقد تمت صياغة هذه التعليقات على شكل أسئلة وأجوبة.
تعليق تزو، المعروف أيضًا باسم تزو تزوهان، الذي تم تأليفه في أوائل القرن الرابع قبل الميلاد، هو عمل كتابي عن التاريخ العام وهو يغطي الفترة من 722 إلى 468 قبل الميلاد ويؤرخ خلافة حكام دولة لو. يختلف العلماء المعاصرون حول ما إذا كان هذا العمل فعليا تعليقًا على حوليات الربيع والخريف أم عملًا مستقلًا. على أي حال وجد العلماء أن تعليق تزو هو الأكثر فائدة من بين «التعليقات» الثلاثة الأخرى كمصدر تاريخي لتلك الفترة وكدليل لتفسير الحوليات.

## تأثيراته
الحوليات هي واحدة من الكلاسيكيات الصينية الأساسية ولها تأثير هائل على الخطاب الفكري الصيني لما يقارب 2500 عام.  كان هذا بسبب تأكيد منسيوس في القرن الرابع قبل المسيح أن كونفوشيوس بنفسه قام بتحرير الحوليات، وهو تأكيد تم قبوله من دون منازع من قبل التقليد الأكاديمي الصيني حتى أوائل القرن العشرين.  تم تفسير أسلوب الحوليات المقتضب على أنه محاولة كونفوشيوس المتعمدة لنقل «المبادئ السامية بكلمات خفية» (微言大義).  لا يقبل جميع العلماء هذا التفسير: مؤرخ سلالة تانغ ليو زيجي يعتقد ان التعليق تزو أفضل بكثير من الحوليات نفسها، ورئيس الوزراء سلالة سونغ وانغ أنشي وصف الحوليات بانها «الجريدة البلاط الملكي المجزأة».  لقد أعطى العديد من الباحثين الغربيين تقييمات مماثلة: عالم الصينيات الفرنسي إدوار شافان أشار إلى الحوليات بوصفها «. سجلات وقائع قاحلة وميتة» 
كانت سجلات الحوليات مؤثرة جدًا خلال العصر الذي تم تأليفها فيه لدرجة أنه يُشار إلى هذه الحقبة الآن على نطاق واسع باسم حقبة الربيع والخريف. 

## الترجمات
- Legge، James (1872)، The Ch'un Ts'ëw with The Tso Chuen، The Chinese Classics, Vol. V، Hong Kong: Lane, Crawford, & Co. (الجزء 1 والجزء 2 في أرشيف الإنترنت؛ أيضًا مع ترجمة Pinyin الصوتية هنا).
- Couvreur, Séraphin (1914). Tch'ouen ts'ieou et Tso tschouan [Chunqiu and Zuozhuan] (بالفرنسية). Ho Kien Fou: Mission Catholique. أعيد طبعه (1951)، باريس: كاثاسيا.
- Malmqvist، Göran (1971). "Studies on the Gongyang and Guliang Commentaries". Bulletin of the Museum of Far Eastern Antiquities. ج. 43: 67–222.
- واتسون، بيرتون (1989). The Tso Chuan: مختارات من تاريخ الصين الروائي الأقدم. نيويورك: مطبعة جامعة كولومبيا.

### استشهادات
- Cheng، Anne (1993). "Ch'un ch'iu 春秋, Kung yang 公羊, Ku liang 榖梁 and Tso chuan 左傳". في Loewe، Michael (المحرر). Early Chinese Texts: A Bibliographical Guide. Early China Special Monograph Series. Berkeley: Society for the Study of Early China; Institute of East Asian Studies, University of California, Berkeley. ج. 2. ص. 67–76. ISBN:1-55729-043-1.
- Kern، Martin (2010). "Early Chinese literature, Beginnings through Western Han". في Owen، Stephen (المحرر). The Cambridge History of Chinese Literature, Volume 1: To 1375. Cambridge: مطبعة جامعة كامبريدج. ص. 1–115. ISBN:978-0-521-11677-0.
- Wilkinson، Endymion (2012). Chinese History: A New Manual. Harvard-Yenching Institute Monograph Series 84. Cambridge, MA: Harvard-Yenching Institute; Harvard University Asia Center. ISBN:978-0-674-06715-8.

## روابط خارجية
- النص الكامل لحوليات الربيع والخريف (صيني)
- الأدب الصيني - حوليات الربيع والخريف Chinaknowledge.de